# Robert L. Rose
Robert Lawson Rose (* 12. Oktober 1804 in Geneva, New York; † 14. März 1877 bei Funkstown, Maryland) war ein US-amerikanischer Politiker. Zwischen 1847 und 1851 vertrat er den Bundesstaat New York im US-Repräsentantenhaus.

## Werdegang
Robert Rose war der Sohn des Kongressabgeordneten Robert S. Rose (1774–1835) und der Schwiegersohn von Nathaniel Allen (1780–1832), der ebenfalls im Kongress saß. Er erhielt eine nur eingeschränkte Schulausbildung und zog dann nach Allens Hill, wo er in der Landwirtschaft arbeitete. Außerdem bekleidete er dort einige lokale Ämter. Politisch schloss er sich der Whig Party an.
Bei den Kongresswahlen des Jahres 1846 wurde Rose im 29. Wahlbezirk von New York in das US-Repräsentantenhaus in Washington, D.C. gewählt, wo er am 4. März 1847 die Nachfolge von Charles H. Carroll antrat. Nach einer Wiederwahl konnte er bis zum 3. März 1851 zwei Legislaturperioden im Kongress absolvieren. Diese waren anfangs noch von den Ereignissen des Mexikanisch-Amerikanischen Krieges geprägt. Die Zeit nach dem Krieg war von den Diskussionen um die Frage der Sklaverei bestimmt. Unter anderem wurde der von US-Senator Henry Clay eingebrachte Kompromiss von 1850 verabschiedet.
Nach dem Ende seiner Zeit im US-Repräsentantenhaus betätigte sich Robert Rose wieder in der Landwirtschaft. Er lebte zunächst wieder in seinem Geburtsort Geneva und dann im Washington County in Maryland, wo er in der Papierherstellung arbeitete. Dort ist er am 14. März 1877 auch verstorben.